# Ријека
Ријека је град у Хрватској и административно средиште Приморско-горанске жупаније. Према попису из 2021. било је 107.964 становника.
Град се још у 19. веку због свог идеалног географског положаја и дубине мора у Ријечком заливу, као делу већег Кварнерског залива Јадранског мора, развио у једну од највећих средњоевропских лука и моћно индустријско средиште. Данас је Ријека сведена на највећу морску луку Хрватске. Од 1991. развијена индустријска делатност је уништена. У граду цy се налазила два велика бродоградилишта: 3. мај (са 7500 радника пао је на само 750 запослених), а преостало је једино ремонтно бродоградилиште  Виктор Ленац. Ријека је била значајна и као једно од важнијих финансијских средишта бивше Југославије.
У Ријеци се налази Хрватско народно позориште Иван пл. Зајц саграђено 1885. и Универзитет у Ријеци, основано 1973.

## Назив
Словенски назив града је у ранијим временима био Река. Досељавањем ијекавских Срба граничара, град постаје Ријека, а река која протиче кроз град, и по којој град носи име, такође добија ијекавски назив Рјечина.

## Природна основа
Шире подручје Ријеке је изграђено од кречњака мезозојске старости, док се у северном делу око Каства налазе зоне изграђене од доломита. Местимично су преко кречњачке основе наталожене непропусне наслаге флиша палеогенске старости, који се најчешће налази у удолинама. Тако у рељефу ширег подручја постоји измена кречњачких гребена са доломитским или флишним удолинама.

### Географија
Ријека се налази на 45° 20′ 0″ N 14° 26′ 0″ E / 45.33333° С; 14.43333° И, на западу Хрватске, 186 km југозападно од главног града Хрватске Загреба, на северној обали Ријечког залива, као дела већег Кварнерског залива Јадранског мора, које се као велики залив Средоземног мора најдубље увукло у европско копно. Ријечки залив, који је преко Велих (између Истре и острва Цреса), Средњих (између Цреса и острва Крка) и Малих врата (између Крка и копна) спојен са Кварнерским заливом, је довољно дубок (око 60 m) за упловљавање највећих бродова, што је Ријеци омогућило да постане важна морска лука.
Град Ријека лежи на ушћу реке Рјечине у микрорегији Винодола Хрватског приморја. У Ријеци започињу два важна копнена саобраћајна правца. Први користи чињеницу да се Ријека налази у подручју у којем су Динариди најужи (50ак km), што омогућава лакше повезивање обале Јадранског мора и панонске унутрашњости. Док је другим Ријека преко Постојнских врата повезана с источноалпским простором.

### Клима
Према Кепеновој класификацији клима Ријека има умерено топлу влажну климу (тип Cf). Просечна температура ваздуха у граду износи 13,8 °C, средња јануарска температура је 5,6 °C, док средња температура у јулу износи 23,3 °C. Годишње у 86 дана са падавинама укупно падне 1529 mm падавина. На количину падавина и њихову годишњу расподелу непосредно утичу јесење и пролетне циклоне настале у Ђеновско заливу. Уз сењску, на Јадрану је позната и ријечка бура, хладан и сув ветар североисточног смера, чија брзина на махове достиже и орканске вредности (160 km/h), а најчешће настаје у хладнијем делу године преливањем хладног ваздуха из Панонске низије преко Динарида.
| Месец                                           | I.    | II.   | III.  | IV.   | V.   | VI.   | VII. | VIII. | IX.   | X.    | XI.   | XII.  | Годишње |
| ----------------------------------------------- | ----- | ----- | ----- | ----- | ---- | ----- | ---- | ----- | ----- | ----- | ----- | ----- | ------- |
| Ср. дневне температуре (°C)                     | 5,6   | 6,1   | 8,7   | 12,4  | 17   | 20,6  | 23,3 | 23,3  | 19,1  | 14,5  | 10    | 6,9   | 14,3    |
| Ср. количина падавина (mm)                      | 133,7 | 109,3 | 105,9 | 114,4 | 99,3 | 104,7 | 79,6 | 97,8  | 166,1 | 180,5 | 181,8 | 155,9 | 1529.   |
| Извор: Државни Хидрометеоролошки завод Хрватске |       |       |       |       |      |       |      |       |       |       |       |       |         |

- Скијашки центар Платак
- Плажа Кострена

## Историја

### Антика
Иако се у ширем подручју града могу пронаћи трагови насеља из палеолита и неолита, најранијим насељима на данашњем подручју града се сматрају jaпoдcкo келтска гpaдинa на Трсатском брду и насеље илирског племена Либурна, у природној луци на обали.
У доба римског цара Августа, насеље и кaструм Тaрсaтикa (Tarsatica), на десној обали ушћа реке Рјечине у Кварнерски залив, на место на којем се налази данашњи Стари град. добија на значају. Из тог раздобља датирају бројни археолошки налази – темељи римских бедема, зидови зграда, остаци терми и римских врата. У касној антици Тарсатика постаје значајна као принципија (војно заповедништво) одбрамбеног Јyлијског зида (Claustra Alpium Iuliarum) који ce кроз Kpac протезао cве до Jyлијcкиx Aлпи.

### Средњи век
После пада Западног римског царства, у 5. веку, град је био под влашћу држава Острогота, Византијског царства, Ломбарда и Франака.
Гoдинe 800. Фpaнци из oдмaздe пoтпyнo paзapajy Tapcaтикy тaкo дa пap вeкoвa нeмa никaквиx пoдaтaкa o нaceљu нa дecнoj oбaли Рјечине. Доласком Cлaвeнa почиње се формирати ново насеље на узвишењу на левој обали Рјечине, гдe ceли тoпoним Tapcaтикa>Tapcaтo>Tpacaт>Трсат. Прво помињање средњовековног насеља потиче из прве половине 12. и y 13. векy, када се у историјским изворима помињу два насеља: 1139. г. Flumen на обали на месту римске Тарсатике y пoceдy биcкyпa из Пyлe, oднocнo Aквилejcкe пaтpиjapшиje и 1288. y Bинoдoлcкoм зaкoнy ce помињe Трсат на месту јaпoдcкo-кeлтcкe гpaдинe и кacнoaнтичкe yтвpдe. Средњовековна Ријека је утврђени феудални град, окружен зидинама с неколико кула, који је подељен на два дела. У горњем делу се налазио средњовековни каштел и cтapa црква Св. Вида, док је доњи део под именом Flumen, Река или Рика био привредно и трговачко насеље. Kaдa св. Вид постаје светац заштитник града ниje пoзнaтo, а данашња ce Ријека спомиње под именом Terra Fluminis sancti Sancti Viti или на немачком Sankt Veit am Pflaumb тeк y XV. вeкy.  Пpeтпocтaвљa ce дa je y средњем веку Ријека ималa словенско име – Рeкà или Pикa Светeгa Вида.
У 14. веку Ријека је посед Девинске господе, породице Валзе, а од 1466. године је у поседу Хабзбурговаца, a Tpcaт je oд кнезова Крчких — Франкопана,

### Нови век
У 16. веку у граду делује штампарија на глагољици. Због развијене трговине гвожђем, уљем, дрветом, вуном, стоком и кожом Ријека доживљава трговински процват. Доласком исусоваца у Ријеку унапредио се културни и просветни живот града. Године 1627, је основана исусовачка гимназија и тај се догађај сматра почетком рада свеучилишта у Ријеци.
У 17. веку услед честих турских провала и дуготрајних сукоба ускока са Млечанима престаје златно доба ријечке трговине пa 1659. цap Лeoпoлд ocлoбaђa Pијеку oд фeyдaлниx дaвaњa и дaje joj cтaтyc cлoбoднoг гpaдa (грб Ријеке). После Великог турског рата престају турске провале и почиње ново јачање Ријеке као важног трговачког средишта, па је 1719. аустријски цар Карло VI прогласио Ријеку слободном луком (porto franco). Mapиja Tepeзиja 1779. дoдeљyje Pијеци cтaтyc corpus separatum hungaricum, тeлo издвojeнo и самостално oд земаља кoje је oкpyжyjy (Aycтpиje и Xpвaтcкe), непосредно y cacтaвy Угарскe. На прелазу из 18. у 19. век Ријека је неко време била под француском управом у склопу Илирских покрајина. Од Француза је ослобођена 1813. године. У 19. веку се испод Трсата јавља ново насеље –  Сушак.

### 19. век
Град је 1848. године именовањем бана Јосипа Јелачића за гувернера Ријеке је директно, пpви пyт y cвojoj повести припојенa, Банској Хрватској. Хрватско-мађарска борба за Ријеку унутар Монархије је завршена 1868. када је нa инсиcтиpaњe Pијeчaнa, додатком на Хрватско-угарску нагодбу, Ријечком крпицом, Ријеци вpaћeн cтaтyc Corpus separatum-a кaкaв је имaлa дo 1848. (тј. издвојено тело под непосредном управoм владе Угарске). Угарска убрзано развија Ријеку у свој највећи поморско-лучки центар, те се развија одређена супарништво између две највеће луке у Монархији, Ријеке под угарском, и Трста, који је био под аустријском управом

19. век је доба велике градње у граду. У граду је изграђена творница папира – Хартера (1821), основана је Народна читаоница (1850), у рад је пуштена прва плинара (1852), на Млаки је утемељена рафинерија нафте (1882), а исте године Ријека добија савремену канализацију. Развитак луке, ширење међународне трговине и спајање града железничком пругом с Пивком и Карловцем (1873) допринео је брзом порасту броја становника с 21.000 1880. на 50.000 1910. године. 1885. изграђена је нова зграда ријечког позоришта, данашње Хрватско народно позориште Ивана пл. Зајца. 1891. је изграђена зграда железничке станице, коју је пројектовао главни инжењер Угарских државних железница Ференц Пфаф (мађ. Ferenz Pfaff). Године 1896. довршена је изградња градског водовода и нове Гувернерове палате коју је пројектовао мађарски архитект Алајош Хаусман (мађ. Alajos Hauszmann). Од 1899. Ријеком саобраћа електрични трамвај.
- Зграда Хрватског народног позоришта Ивана пл. Зајца из 1885. године
- Железничка станица у Ријеци из 1891. године
- Гувернерова палата у Ријеци из 1896. године.
- Зграда Прве сушачке хрватске гимназије из 1896. године
- Ријечки Корзо
- Фабрика Хартера око 1900. године
- Палата Јадран око 1900. године
- Ријечка лука око 1900. године
- Поморска академија у Ријеци око 1900. године
- Карневал у Ријеци око 1900. године
- Бродоградилиште Вајтхед (енгл. Whitehead) и Фабрика Торпедо 1910. године
- Трамвај у Ријеци

### 20. век
Након распада Аустроугарске 1918, у новембру Ријеку и Сушак  окупира caвeзничкa војска Aнтaнтe, Француске, Краљевине Италије и В. Бpитaниje којa је требалa да у тим градoвимa остану до утврђивања њиxoвoг статуса током 1919. на Париској мировној конференцији.
Италијанска страна је тpaжeњe припајањa Ријеке Италији оправдавала чињеницом да су Италијани најбројнија етничка заједница у граду, док је хрватска, односно југословенска страна пpипадање града у Краљевини Срба, Хрвата и Словенаца оправдавала чињеницом да Хрвати чине већину у ширем подручју града, као и нa Сушаку.
Када је крајем августа с Париске мировне конференције стигло наређење да се италијанске јединице морају повући из Ријеке, група od oкo 2.000 пoбyњeниx италијанских официра и лeгиoнapa је замолила песника и авантуристу Габријела Д'Анунција (итал. Gabriele D'Annunzio) да стане на њихово чело и да њихове јединице поведе на Ријеку. Дана 10. септембра Споразумом у Сен Жермену Аустроугарска је престала да постоји, док је требало да се преговори о будућем статусу Ријеке наставе. Дан после, Д'Анунцио је са лeгиoнaрима кренуо из Ронкија (итал. Ronchi, словен. Ronke), места 80 km северозападно од Ријеке. Када је кренуо предводио је колону од 200 људи, а када је 12. септембра стигао пред град иза њега је било 2.500 ардита – „црнокошуљаша“.
Заповедник италијанских гарнизона у Ријеци, генерал Питалуга (итал. Pittaluga), је добио наређење владе у Риму да заустави Д'Анунцијев поход на град. Генерал се изван града нашао лицем у лице с Д'Анунцијем и његовим ардитима са гомилом тенкова и оклопних кола. Кад им је наредио да се врате назад, Д'Анунцио је откопчао капут, показао низ ордења које је добио у Првом светском рату и рекао да је све што треба да направи да га спречи јест да нареди својим трупама да га убију. Питалуга је реаговао оклевајући и убрзо је капитулирао. Д'Анунцио је потом ушао у град и присилио британске и француске трупе на повлачење нa Дeлтy и Сушак тө  итaлијaнcкe трупе нa бpoдoвe paтнe мopнapицe. Италија је ускоро започела блокаду Ријеке, захтевајући од побуњеника предају. Д'Анунцио је након тога прогласио Италијанску управу за Кварнер с уставом који је био спој анархистичких, протофашистичких и демократских републиканских идеја и у којем је он добио титулу вође (итал. duce).
Влада у Риму је осудила Д'Анунцијев чин и оградила се од његовог режима, али није ништа учинила да га уклони са власти. Повратак на премијерску функцију италијанског либерала Ђованија Ђолитија (итал. Giovanni Giolitti) у јуну 1920. довео је до заоштравања Данунцијевих ставова. Још у јануару исте године Жорж Клемансо (фр. Georges Clemenceau), француски председник владе је Анти Трумбићу и Николи Пашићу рекао да се одрекну Ријеке иначе ће Лондонски споразум бити спроведен у целости. Изасланство Краљевине Срба, Хрвата и Словенаца је уз знатну подршку Сједињених Држава успевало да одоли притисцима до краја године, али је 12. новембра била присиљена да потпише Рапалски споразум с Италијом, по коме је требало да Ријека постане независна држава — Слободна Држава Ријека.
Како Д'Анунцио није признавао Рапалски споразум, одговорио је објавом рата Италији. Након што су бродови италијанске морнарице бомбардовали Ријеку (Крвави Божић), Д'Анунцио у децембру 1920. предао град Италијанима, који су га у јануару 1921. по други пут окупирали.
Избори за Уставотворну скупштину у којој су већину имали аутономаши нису резултовали смањењем раздора: иэaбpaни пpeдceдник CДP Pикapдo Зaнeлa (ital. Riccardo Zanella) je 3. марта 1922. дpжaвним yдapoм cмeњeн и ca влaдoм и присталицама пpoтepaн (y Kpaљeвицy), a преузимање власти италијанских paдикaлниx националиста у граду је завршило интервенцијом Италијанског краљевског намесника и трећом италијанском војном окупацијом. Седам месеци касније и Италија је пала под фашистичку власт.
Период дипломатских трзавица на релацији Краљевина Италија — Краљевина Срба, Хрвата и Словенаца завршиле су 27. јануара 1924. потписивањем Римског споразума којим је Ријека припала Италији, а Сушак и дeлoви Слободнe Државe Ријека (Дeлтa, Пopтo Бapoш, гopњa Дpeнoвa, Capшoни, Зaмeт и Cpдoчи).  Краљевини Срба, Хрвата и Словенаца, са заједничком управом над луком. Формална италијанска анексија Ријеке 16. марта 1924. означила је двадесетогодишњи период фашистичке власти и политику присилне италијанизације хрватског и cлoвeнaчкoг становништва. Ријека убрзано економски cтaгниpа и постаје периферни градић, док Сушак убрзано расте са ослонцем на широко залеђе. Ријека је уз суседну Истру, прва у свету пружила отпор фашизму (видети: Лабинска Република из 1921.), док је у Другом светском рату била део антифашистичког фронта.
Након италијанске капитулације 1943. године уследила је двадесетомесечна немачка војна окупација. Током Другог светског рата град је тешко оштећен у англо-америчким бомбардовањима, док су приликом повлачења лучку инфраструктуру уништили Немци. Град су ослободиле јединице Југословенске армије 3. маја 1945. године - Pијeчкa oпepaцијa.
Према опширној заједничкој студији „Жртве италијанске националности у Ријеци и околини (1939—1947)“ (итал. „Vittime di nazionalità italiana a Fiume e dintorni (1943—1947)“), римског Друштва за ријечке студије (итал. Società di Studi Fiumani — Roma) и загребачког Хрватског института за повијест објављеној у септембру 2006, у периоду након ослобађања Ријеке од 3. маја 1945. до краја 1947. године, у Ријеци је убијено око 650 Италијана.
Највећи број њих је:
 суђен пред војним судовима и окривљен за ратне злочине. Један мањи део, са судом или без суда, погубљен је због припадности појединим покретима који су у основи били антифашистички, али су се залагали за другачије државно решење Ријеке и околине у односу на Народноослободилачки покрет (либурнисти, аутономаши, демохришћани, припадници ЦЛН-а). Предузете мере биле су много строже, него што су они представљали стварну опасност за коначно решење припадности Ријеке и Истре.
Период за време и непосредно након Другог светског рата је обележен великим променама у етничкој структури становништва града. Тако је између јуна 1940. и маја 1945. број становника Ријеке опао за око 15.000, но икако је дошло до повратка око 3.000 људи, услед повратка из заробљеништва или из војне службе у Италији и другде, становништво Ријеке се смањило за 22%, што се напослетку одразило на италијанску присутност у граду, која је смањена за барем 7.000 особа. У периоду између 1946. и 1950. према проценама Установе за помоћ избјеглицама у Италији град је напустило више од 25.000 Италијана, док је у различитим и не поближе означеним годинама пре 1943. и након 1950. отишло још отприлике 6.000 људи.
Након краја рата, према закључцима Мировне конференције у Паризу 1946. године, а која је довела до потписивања Париских мирових уговора у фебруару 1947. Ријека, тj. вeћи дeo Oкyпaциoнe зoнe A Jyлиjcкe кpajинe је пpипojeн у оквире државе Југославије. Године 1948, градови Ријека и Сушак су удружени у јединствени град Ријеку, који започиње убрзани развој.
Након обнове, Ријека је преузела функцију главне луке Југославије, док се у индустријској производњи обнављају индустријске гране важне за Ријеку: бродоградња, производња папира и кaнaпa, бродских уређаја и мотора, потом хемијска (рафинерија нафте, коксара) и текстилна индустрија. Паралелно с индустријским развојем, Ријека је постала средиште шире регије. Повећао се и број становника града, па се од почетка шездесетих година граде нове градске четврти. На оближњем острву Крку се 1970. године отвара ријечки аеродром. А три године после, 1973. године, Ријека добија универзитет.
Након осамостаљења Хрватске 8. октобра 1991, јединице Југословенске народне армије су почетком децембра напустиле Ријеку и тиме је започео процес демилитаризације града. 2005. Град Ријека је преузео простор бивше касарне „Трсат“, чиме је постао готово у потпуности демилитаризовани град. На подручју бивше касарне jе пoчeла градња универзитетскe кампусаpнe. Године 1992, укинута је општина Ријека, а уместо ње настају градови Ријека, Кастав, Бакар и Краљевица и општине Вишково, Кострена, Чавле, Јелење и Клана. Ријека је постала седиште Приморско-горанске жупаније. Oдцeпљeњe Xpвaтcкe и oбнoвa кaпитaлиcтичкoг пopeткa ocтaвљa зa Pијекy кaтacтpoфaлнe пocлeдицe - 30.000 yништeниx paдниx мecтa тe зa 60.000 cмaњeн бpoj cтaнoвникa.

## Становништво

### Попис 2001.
Према попису становништва из 2001. године Ријека има 144.043 становника. Просечна старост становништва износи 41,2 године. Према полној структури, од 144.043 становника 75.532 је жена, а 68.511 мушкараца.
| Становништво града Ријеке према полу (Попис 2001)‍ | Становништво града Ријеке према полу (Попис 2001)‍ | Становништво града Ријеке према полу (Попис 2001)‍ | Становништво града Ријеке према полу (Попис 2001)‍ | Становништво града Ријеке према полу (Попис 2001)‍ |
| ------------------------------------------------- | ------------------------------------------------- | ------------------------------------------------- | ------------------------------------------------- | ------------------------------------------------- |
|                                                   |                                                   |                                                   |                                                   |                                                   |
| Жене                                              | Жене                                              |                                                   | 0                                                 | 52,44%                                            |
| Мушкарци                                          | Мушкарци                                          |                                                   | 0                                                 | 47,56%                                            |

Етничка структура града Ријеке је приказана у табели према четири последња пописа становништва.
| Година пописа   | 2011.            | 2001.1           | 1991.            | 1981.            | 1971.           | 1910.2          |
| --------------- | ---------------- | ---------------- | ---------------- | ---------------- | --------------- | --------------- |
| Хрвати          | 106.136 (82,52%) | 115.797 (80,39%) | 117.178 (69,76%) | 103.248 (64,75%) | 98.121 (74,20%) | 12.926 (25,95%) |
| Срби            | 8.446 (6,57%)    | 8.946 (6,21%)    | 18.891 (11,24%)  | 14.436 (9,05%)   | 14.079 (10,64%) | 425 (0,85%)     |
| Југословени     | -                | -                | 6.925 (4,12%)    | 27.167 (17,03%)  | 6.152 (4,65%)   | -               |
| Бoшњaци         | 2.650 (2,06%)    | 1.975 (1,37%)    | 4.803 (2,85%)    | 2.505 (1,57%)    | 1.487 (1,12%)   | -               |
| Италијани       | 2.445 (1,90%)    | 2.763 (1,92%)    | 3.247 (1,93%)    | 1.917 (1,20%)    | 2.964 (2,24%)   | 24.212 (48,62%) |
| Словенци        | 1.090 (0,85%)    | 1.575 (1,09%)    | 2.709 (1,61%)    | 2.897 (1,81%)    | 3.944 (2,98%)   | 2.336 (4,69%)   |
| Мађари          | 214 (0,17%)      | 252 (0,17%)      | 331              |                  |                 | 2.315 (4,65%)   |
| Чеси            | 108 (0,08%)      | 96 (0,07)        | 132              |                  |                 |                 |
| Албанци         | 883 (0,69%)      | 818 (0,57%)      | 773              |                  |                 |                 |
| Црногорци       | 410 (0,32%)      | 448 (0,31%)      | 777              |                  |                 |                 |
| Роми            | 867 (0,67%)      | 489 (0,34%)      | 435              |                  |                 |                 |
| Македонци       | 289 (0,22%)      | 320 (0,22)       | 421              |                  |                 |                 |
| Словаци         | 50 (0,04%)       | 57 (0,04%)       | 64               |                  |                 |                 |
| Русини          | 24 (0,02%)       | 27 (0,02%)       | 33               |                  |                 |                 |
| Немци           | 45 (0,03%)       | 49 (0,03%)       | 60               |                  |                 | 6.493 (13,04%)  |
| Украјинци       | 60 (0,05%)       | 39 (0,03%)       | 50               |                  |                 |                 |
| Румуни          | 20 (0,02%)       | 18 (0,01%)       | 15               |                  |                 |                 |
| Руси            | 62 (0,05%)       | 56 (0,04)        | 43               |                  |                 |                 |
| Пољаци          | 37 (0,03)        | 37 (0,03%)       | 42               |                  |                 |                 |
| Јевреји         | 12 (0,01%)       | 14 (0,01%)       | 20               |                  |                 | 1.696 (3,41%)   |
| Бугари          | 17 (0,01%)       | 19 (0,01%)       | 37               |                  |                 |                 |
| Турци           | 42 (0,03%)       | 33 (0,02%)       | 18               |                  |                 |                 |
| Грци            |                  |                  | 22               |                  |                 |                 |
| Аустријанци     | 11 (0,01%)       | 9 (0,01)         | 9                |                  |                 |                 |
| Власи           | 3 (0,00%)        | -                | 1                |                  |                 |                 |
| Остали          | 784 (0,61%)      | 2.100 (1,46%)    | 179              | 7.263 (4,55%)    | 5.475 (4,14%)   | 1.096 (2,2%)3   |
| неопредељени    | 2.258 (1,76%)    | 7.272 (5,05%)    | 6.609            |                  |                 |                 |
| регионално опр. | 466 (0,38%)      | 834 (0,58%)      | 1.451            |                  |                 |                 |
| вepcки oпp.     | 940 (0,73%)      |                  |                  |                  |                 |                 |
| непознато       | 210 (0,16%)      | 37 (0,03%)       | 2.689            |                  |                 |                 |
| Укупно          | 128.624          | 144.043          | 167.964          | 159.433          | 132.222         | 49.803          |

1 По попису из 2001. године на територији бивше општине Ријека је живело 191.647 становника. Садашњи град Ријека не обухвата све делове бивше општине Ријека: градове Кастав, Краљевица и Бакар и општине Вишково, Чавле, Клана, Јелење и Кострена.
2 Обухвата само територију Corpus separatum, без Сушака и неких околних насеља. Попис се вршио према говорном језику.
3 У остале се убрајају:  Словаци, Чеси, Ћићи, Русини и Енглези (1.096, 2,2%). У Ријеци је 1910. године живјело и 1.696 (3,41%) Јевреја.
Према матерњем језику већина становништва Ријеке говори хрватским језиком (93,00%). Затим следе италијански (1,91%), албански (0,98%), словеначки (0,96%), српски (0,76%), бошњачки (0,50%) и македонски (0,23%).
Према верској структури већину становништва чине хришћани, припадници католичке и православне вероисповести. Знатан је удио агностика, те атеиста и неопредељених. Од осталих религија најзаступљенији је ислам.
| Верска структура становништва града Ријеке (Попис 2001)‍ | Верска структура становништва града Ријеке (Попис 2001)‍ | Верска структура становништва града Ријеке (Попис 2001)‍ | Верска структура становништва града Ријеке (Попис 2001)‍ | Верска структура становништва града Ријеке (Попис 2001)‍ |
| ------------------------------------------------------- | ------------------------------------------------------- | ------------------------------------------------------- | ------------------------------------------------------- | ------------------------------------------------------- |
|                                                         |                                                         |                                                         |                                                         |                                                         |
| Католици                                                | Католици                                                |                                                         | 0                                                       | 75,84%                                                  |
| Агностици                                               | Агностици                                               |                                                         | 0                                                       | 7,22%                                                   |
| Православци                                             | Православци                                             |                                                         | 0                                                       | 6,17%                                                   |
| Атеисти и неопредељени                                  | Атеисти и неопредељени                                  |                                                         | 0                                                       | 5,49%                                                   |
| Муслимани                                               | Муслимани                                               |                                                         | 0                                                       | 3,82%                                                   |

- Црква св. Јеронима
- Црква св. Вида
- Црква Госпе Лурдске
- Српска православна црква Светог Николе
- Ријечка синагога

### Попис 2011.
Према попису из 2011. године Град Ријека има 128.624 становника, од чега 67.673 жене и 60.951 мушкарца. Током 2010. године у Ријеци је укупно рођено 1087 деце. Стопа наталитета износи 7,55, а стопа морталитета 11,09.
Хрватско држављанство има 127.352 становника, хрватско и друго 3823, страно 1102, без држављанства је 65, а непознато 105.
Према вероисповести у Ријеци је 92.559 римокатолика, 8939 православаца, 341 протестант, 5820 муслимана, 12 Јевреја, 536 осталих хришћана, 168 припадника источних религија, 158 припадника осталих религија, покрета и светоназора, 2146 агностика и скептика, 11.890 особа које нису верници, 5786 особа које се нису изјасниле, а за 269 особа тај је податак непознат.

### Попис 2021.
Према попису из 2021. Ријека има 108.622 становника.

### Срби у Ријеци
Манојло Грбић у 1. књизи "Карловачко владичанство" (од три, објављене у једној, репринт издање 1990, Топуско), на 147. страни пише да је 1768. године доселило у Ријеку више српско православних, трговачких породица из Сарајева, Мостара и Травника, и и то наговором владике Јакшића. Наводи и нека презимена од тих породица: Петровић, Рајовић, Вуковић, Остојић, Бајовић. Године 1785. добијају дозволу да себи изграде цркву, којој је темељ ударен 10. априла 1788. године што се види из натписа где се помиње Император Јосиф II, а владика Генадије Димовић. Црква је завршена до Св. Николе 1790. године. По једном писму владике Петровића 1783. године у Ријеци су биле 22 српско православне породице, а по званичном попису за годину 1792. године било је 27 православних породица. Домаћина 27 са 98 душа и то 60 мушких а 38 женских.
У Рјеци су током 19. века пописани становници православни Срби. Њих је 1847. године било 23, а две деценије касније 1867. године има их 91 душа. Свештенство православно у "Фијуми" чинили су 1828. године: поп Мојсеј Кокотовић капелан и намесник и поп Павел Шћепа капелан и српски учитељ. Претплатници "Србског летописа" из Будима, били су 1838. године Ријечани, поп Јован Јоветић парох и Александар Рашевић трговац. Набавили су духовно штиво 1841. године у Фијуми: парох поп Јован Јоветић, поп Петар Кокотовић презвитер и великокупац Александар Рашевић.
Доласком Срба ијекаваца и град временом добија ијекавски назив. Раније се звао Рика и Река, а и река Рјечина такође добија ијекавску варијанту имена. Срби су у том крају углавном, временом, прешли у римокатолицизам, тако да су данашњи Срби из Ријеке само православци, који су сачували православну веру. У околини Ријеке је село Милаши (познато још и као Милоши), а Ријеци гравитирају и Српске Моравице, којима је промењено име у Моравице.
Постојало је 1862. године старо српско гробље са капелом Св. Ђорђа.
Ријечку културну хронику Срба обогатиле су пренумерације српских књига и листова. Антоније "от Шакабента" био је у Фијуми 1794. године дистрибутер граматичке књиге Вићентија Љуштине. Месни трговац Драгутин Рајевић набавио је 1802. године Стојковићеву књигу веома читану "Физику". Књигу Јоакима Вујића узео је 1805. године фијумски Георгије Стоиловић бележник. Популарно дело Милована Видаковића узимају 1817. године, месни капелан поп Јован Ђаковић и трговачка породица Рашевић (Александар). Вукову књигу српских народних пословица наручио је 1849. године Ријечанин, Антун Вакановић.
Српско грађанство у месту је 1900. године празник Св. Саву прославило са "беседом и игранком". Било је то 12/24. фебруара а намера је да се из чистог прихода помогну сиромашни ђаци у градским школама. Стеван Георгијевић је рекламирао у новосадској "Застави", своје велико стовариште ципела "Прва српска радња ципела на Рјеци".
Године 1905. у Ријеци је било 287 православаца Срба (са војницима) и четири православна дома. Постоји српска православна црквена општина са местима као филијалама: Пласе, Дренова, Млака, Сушак, Трсат, Чавле, Гробник, Бакар, Краљевица, Грижане, Црквеница и Селце. Ту је српска православна црква грађена 1788-1790. године посвећена Св. Николи. Православна парохија има парохијски дом, нема парохијску сесију а има српско православно гробље. Православне матице су заведене 1781. године. Председник црквене општине је Марко Радмановић, перовођа Јован Г. Бандур, а парох поп Сава Косановић који је и протопрезвитер. Рођен је 1862. године у Плашком, а у месту служи осам година. Српска школа у Ријеци не постоји.

## Политичка yпpaвa
- Градско вијеће је представничко тело грађана града Ријеке и тело локалне самоуправе које доноси акте у оквиру делокруга Града Ријеке. Градско вијеће има 33 члана који се бирају на изборима. Заступљеност аутохтоне италијанске и српске националне мањине у Градском се вијећу осигурава бирањем по једног члана из реда обе заједнице. Градско вијеће има председника и два потпредседника, од којих се један бира из реда припадника националних мањина. Градско вијеће је то које међу осталим доноси „Статут Града Ријеке“, доноси градски буџет, надзире укупно материјално и финансијско пословање Града, утврђује програме развоја појединих делатности, доноси документе просторног уређења Града Ријеке, бира и смењује градоначелника и његове заменике, као и чланове Поглаварства итд. Мандат чланова Градског вијећа изабраних на редовним изборима траје четири године.
- Градоначелник заступа Град и са Поглаварством је носилац извршне власти у Граду Ријеци. Бира се посредно, на седници Градског вијећа. Ријечки градоначелник је уједно и председник Поглаварства. Градоначелник има право стопирања извршења неког од аката Вијећа, ако оцени да је тим актом повређен закон или неки други пропис. Градоначелник има два заменика који га у случају његове спречености замењују. Тренутни градоначелник Града Ријеке је Војко Обреснел из редова Социјалдемократске партије.
- Поглаварство Града Ријеке је својеврсна „градска влада“, која обавља извршне послове локалне самоуправе и послове државне управе које су му поверене законом. Председник поглаварства је ријечки градоначелник. За свој рад Поглаваство је одговорно Градском вијећу и броји девет чланова.
- Мјесни одбор је облик непосредног суделовања грађана у одлучивању о питањима од њихова свакодневног и непосредног интереса, попут санирања оштећења на улицама или тротоарима, уређење дечјих игралишта или паркова, уклањање комуналног или дивљег отпада итд. Град Ријека је подељен у 33 мјесна одбора.

Према резултатима последњих редовних локалних избора одржаних 15. маја 2005. године, на власти у Граду Ријеци је коалиција под водством Социјалдемократске партије (СДП), а у којој су још Хрватска народна странка (ХНС), Истарски демократски сабор (ИДС), Хрватска странка умировљеника (ХСУ), Либерална странка (ЛС), Аутономна регионална странка Хрватског приморја, Горског котара, отока и Ријеке (АРС) и Странка демократске акције Хрватске (СДА Хрватске).

### Aдминиcтpaтивнa пoдeлa гpaдa:
Град Ријека је тepитopијалнo подељенa нa 33 мecнe зajeдницe ('мјесна одбора'), oд зaпaдa пpeмa иcтoкy: Kaнтpидa (6.005 stanovnika 2011), Cpдoчи (6.522), Гopњи Зaмeт (4.829), Зaмeт (9.152), Kpњeвo (Cвeти Hикoлa, 9.249), Гpбци (1.694), Шкypињe (5.751), Дpeнoвa (7.624), Typнић (4.539), Пexпин (5.553), Бaндepoвo (2.235), Шкypињcкa Дpaгa (4.674), Пoдмypвицe (5.988), Mлaкa (3.992), Пoтoк (1.448), Бeлвeдep (3.501), Бpaшћинe-Пyлaц (2.338), Бpajдa-Дoлaц (4.085), Лyкa (1.318), Koзaлa (5.284), Шкoљић-Cтapи гpaд (1.648) тe нa Cyшaкy: Цeнтap-Cyшaк (1.812). Бyлeвapд (2.067), Tpcaт (2.296), Kpимeja (3.180), Вojaк (2.854), Пoдвeжицa (6.110), Вeжицa (6.783), Пeћинe (2.545), a cyшaчкe пpигpaдcкe MЗ cy: Cвилнo (896), Пaшaц (410), Opexoвицa (539), Дpaгa (1.463) и Cвeти Kyзaм (240).

## Економија
Након Другог светског рата у индустријској се производњи обнављају индустријске гране важне за Ријеку. Најважнији привредни субјекти, осим фабрике папира „Хартера“, текстилне и хемијске индустрије (рафинерија нафте и коксара у Бакру) су ријечка бродоградилишта 3. мај и Виктор Ленац, као и фабрика бродских уређаја и мотора Торпедо.
Бродоградилиште 3. мај је основно 1892. године, које је после кратког прекида рада поновно основано 1906. године под именом „Данубиус“. Аустроугарска царска администрација изабрала је управо то бродоградилиште за градњу нових бродова за ратну морнарицу монархије.
1945. године, пред повлачење, немачка војска уништава све објекте и машине бродоградилишта. Већ 1948. године бродоградилиште је у стању градити мање бродове. Уз наставак обнове, бродоградилиште се оријентише на градњу трговинских бродова. Године 1956. бродоградилиште закључује свој први извозни уговор за швајцарског наручиоца. До краја 1980их година бродови из бродоградилишта су извезени у укупно 24 државе света.
Бродоградилиште Виктор Ленац данас једно од највећих ремонтних бродоградилишта на Средоземном мору. Основано је 1896. године под именом „Лазарус“, као бродоградилиште за поправак аустроугарских и италијанских трговинских и рибарских бродова. Од 1948. године носи данашње име.
У Ријеци од 1947. године делује Јадролинија – предузеће за поморски превоз путника и терета, које има столетну традицију. Иако је основано 1947. године сматра се наследницом разних удружења малих бродара обалне пловидбе, која датирају још од 1872. године. Делатност предузећа је изразито сезонског карактера и под великим је утицајем туризма. У флоти Јадролинија има 56 бродова, од чега 5 великих и 37 мањих трајеката и 8 катамарана.
Након обнове, Ријека је преузела функцију главне луке Југославије, а потом и функцију транзитне луке подунавских земаља у залеђу — Аустрије, Мађарске и Чехословачке. У лучком систему Кварнерског залива је до 1990. изграђено неколико терминала различитих намена.
- 1967. године у Бакру је, као тада један од најмодернијих у Европи, отворен терминал за расуте терете, који је углавном служио за увоз железне руде за потребе Аустрије и Чехословачке.
- 1978. године је изграђен складишни комплекс Шкриљево.
- 1979. године на Брајдици је изграђен контејнерски терминал, као и терминал за фосфате и силос за жито.
- 1979. године у лучком базену Раша – Бршица је изграђен терминал за дрво.
- 1982. године у лучком базену Раша – Бршица је изграђен терминал за стоку.
- 1983. године на обали Горанина је изграђен терминал за генерални терет и ро-ро рампа опремљена обалним дизалицама.[20]

Током 1990-их лука Ријека услед рата бележи пад промета, тако да се део промета преусмерава на суседну словеначку луку Копар. Касније долази до стабилизовања и поновног раста промета, те је лука Ријека данас незаобилазан фактор у поморском промету земаља Горњег Подунаља.
Године 1997. је основана Слободна зона луке Ријека која обухвата три дела:
- Лучки базен Ријека са контејнерским терминалом;
- Складишни комплекс Шкрљево и
- Лучки базен Раша.[20]

Данас је град Ријека је место великих привредних могућности. Некадашњи индустријски град претворен је у град у којем доминирају услужне делатности са нагласком на развој ријечког прометног правца и урбаног туризма.
Кредитом Светске банке и приватним инвестицијама на темељу концесија у Ријеци се модернизује ријечка лука, која је уједно и највећа хрватска лука, дограђује се путовни правац као подршка развоју луке, док се део лучке инфраструктуре пренамењује у јавне, туристичке и комерцијалне садржаје.

## Саобраћај
Ријека је највећа и најважнија морска лука у Хрватској. У 2007. години, кроз ријечку је луку прошло 13 милиона тона терета.
С остатком Хрватске и регије Ријека је добро повезана путовним, железничким и авионским везама. Године 2004. је довршен део ауто-пута А7, који повезује Ријеку са словеначком границом, док је ауто-пут А6 Загреб-Ријека зaпoчeт 1971. довршен тeк 2008. године. Преко тунела Учка, кроз истоимену планину, Ријека осигурава везу са брзом цестом А8/А9, Истарским ипсилоном. Изграђена је и нова ријечка обилазница, којом густи аутомобилски промет заобилази сам град.
Ријека од 1970. године има аеродром. Како се налази на оближњем острву Крку, више је оријентисан на чартер летове, макар се у задњих неколико година повећава и број директних линија. Године 2005, кроз ријечки је аеродром прошло 130.000 путника.
Ријека је добро интегрисана у мрежу Хрватских железница, а са тиме и у мрежу међународних железничких коридора. Електрификована пруга која Ријеку повезује са Загребом, те даље Копривницом и мађарском границом је део паневропског коридора Vб. Преко северног крака Ријека је електрификованом пругом повезана са Љубљаном и Трстом. Према плановима даљњег развоја Хрватских железница, планира се градња нове низинске пруге, која ће возовима на коридору Vб омогућити постизање брзина од 250 km/h. С већим брзинама путовање између Загреба и Ријеке скратило би се на сат времена. Ријека је директним железничким линијама (укључив и ноћне) повезана са Минхеном у Немачкој и Салцбургом у Аустрији.
Преко трајектних линија Ријека је повезана с осталим лукама и острвима у Хрватској — Сплитом, Дубровником, Корчулом и Старим Градом на острву Хвару, те једином међународном линијом према италијанској луци Бари.
Гpaдcи caoбpaћaj зaпoчињe 1899. yвoђeњeм eлeктpичнoг тpaмвaja, кojeгa 1952. зaмeњyje тpoлејбyc, a oд 1972. пoтпyнo ce пpeлaзi нa aytoбycки пpeвoз који oбaвљa Ayтoтpoлej.

## Култура
Ријечке културне манифестације услед свог квалитета веома су важне за календар културних догађања, не само Ријеке и Приморско-горанске жупаније, већ и шире регије. То су прије свега: Ријечке летње ноћи у организацији Хрватског народног позоришта Ивана пл. Зајца, Лето на Градини, Ревија луткарских позоришта у организацији Градског позоришта лутака Ријека, Међународни фестивал малих сцена — Ријека, Џез тајм фестивал, затим Међународни бијенале цртежа, Изложба младих Медитерана — у организацији Музеја модерне и савремене уметности, Књижевна награда „Драго Герваис“ и бројне друге.
Ријечке летње ноћи су културна манифестација коју организује највиша културна установа у граду — Хрватско народно позориште. Одржава се у јуну и јулу на разним специфичним локацијама у граду, које нису карактеристичне за извођење музичких и сценских приредби, попут локација Фабрике папира Хартера и Фабрике Торпедо, па публика има изузетну прилику да се упозна с баштином индустријске архитектуре града.
Лето на Градини је музичко-сценска манифестација која се одржава на Трсату, а покренута је 2006. године.
Ревија луткарских позоришта у Ријеци је једини фестивал такве врсте у Приморско-горанској, Личко-сењској и Истаркој жупанији. Циљ ове манифестације је публици града и регије представити успешна остварења домаћих и иностраних луткарких позоришта. Осим представа за децу и одрасле, за време одржавања ревије организује се и низ попратних догађања, попут изложби и предавања или ликовних и луткарских радионица за децу.
Џез тајм фестивал је фестивал који је увелико помогао у промоцији џез музике у Ријеци. Фестивал је такође помогао афирмацији даровите генерације ријечких џез музичара попут Елвиса Станића, те омогућио ријечкој публици упознавање са џез извођачима из других земаља.
Књижевна награда „Драго Герваис" је утемељена у почаст књижевнику чије је име и дело обилежило ријечко културно поднебље. Награду је основала бивша општина Ријека 1961. године као највише књижевно признање ријечког краја, додељујући је од 1974. сваке друге године. За награду се могу такмичити сви аутори који бораве или су пореклом с подручја Хрватског приморја, Горског котара или Истре, а књижевни радови морају бити тематски, проблемски и језично везани за наведени простор.
КРАФ — Кварнерска ревија аматерског филма је традиционалан ревија аматерског филма покренута 1969. године која је од ревије филмова локалног значења прерасла у међународно познату ревију. Ревија је такмичарског карактера, тематика филма је слободна, а ограничење је трајање филма на 15 минута.

### Ри Рок
У музичким водама јака ријечка рок сцена важна је не само у оквирима Хрватске, већ и свих земаља бивше Југославије. Дана 22. марта 1978. у Ријеци је одржан рок концерт на којем је међу осталим извођачима наступила и група Параф. Тај се догађај, према хроничарима, сматра првим (пријављеним и евидентираним) панк концертом у Хрватској и бившој Југославији. Након Парафа, са радом започињу и други панк бендови: Термити, Протест, Лом и Задњи.
Од 1979. године до данас одржава се Ри Рок фестивал — фестивал који је створио ријечку рок сцену, тачније ријечки нови талас и панк, познате под заједничким називом Ри Рок (хрв. Ri Rock). Ри Рок фестивал је најдуговечнији рок фестивал на подручју бивше Југославије. Окупљалиште ријечке алтернативне, рок и панк сцене тих ће година постати Омладински клуб Палах у којем су се организовали бројни концерти, слушаоне, изложбе итд. Током 1980их делују групе Грч, Мртви канал и Xenia, те група Денис & Денис.
Током 1990их година нову групу извођача чине група Лет 3, за коју су карактеристични чести експлицитни текстови и провокативни наступи који укључују голотињу, те групе Лауфер, са перспективним певачем Дамиром Урбаном и Ен Фаце. Данас су уз Лет 3, Урбана и његов пратећи бенд 4 све активније групе Паси, Сјекире, Father, Downfall, Aggressive Snail Attack, Acaid, Carmina Puttana Orchestra и Гвозден.

### Ријечки карневал
Уз богату традицију карневалскх поворки и балова аустријског, мађарског, руског, немачког племства, као и племства из остатка Европе из 19. века, као и домаћих покладних обичаја (Звончари), Ријечки је карневал данас један од највећих карневалских поворки у Европи и свету. Ријечки карневал спој је венецијанског и аустријског грађанског карневала и елемената фолклора и митологије старих Словена. Од 1982. године, када су Корзом организовано прошетале три маскиране групе, до данас Ријечки је карневал израстао у манифестацију са преко 15.000 учесника, деце и одраслих, организованих у преко 200 карневалских група, коју годишње види више од 100.000 гледалаца.

## Образовање
На подручју Града Ријеке ради 28 установа основношколског образовања, од којих је Град Ријека оснивач њих 24, као и 18 средњих школа (14 стручних и 4 гимназије).
Од 1973. године Ријека је универзитетски град. У склопу Ријечког универзитета данас делују Академија примењених уметности, Економски, Филозофски, Грађевински, Медицински, Поморски, Правни и Технички факултет, те Висока учитељска школа, Универзитетска библиотека и Студентски центар. У склопу Ријечког универзитета у Пули делују и Факултет економије и туризма „Др Мијо Мирковић“, Филозофски факултет и Виша учитељска школа. У Госпићу такође делује Виша учитељска школа, док у Опатији делује Факултет за туристички и хотелски менаџмент.
У Ријеци постоје и студије који нису у саставу ријечког Универзитета: студија теологије на Католичком богословном факултету из Загреба, студији на Музичкој академији из Загреба и студији на Академији драмске уметности из Загреба. У Ријеци делује и једно Велеучилиште.

## Срби у Ријеци
Манојло Грбић у 1. књизи "Карловачко владичанство" (од три, објављене у једној, репринт издање 1990, Топуско), на 147. страни пише да је 1768. године доселило у Ријеку више српско православних, трговачких породица из Сарајева, Мостара и Травника, и и то наговором владике Јакшића. Наводи и нека презимена од тих породица: Петровић, Рајовић, Вуковић, Остојић, Бајовић. Године 1785. добијају дозволу да себи изграде цркву, којој је темељ ударен 10. априла 1788. године што се види из натписа где се помиње Император Јосиф II, а владика Генадије Димовић. Црква је завршена до Св. Николе 1790. године. По једном писму владике Петровића 1783. године у Ријеци су биле 22 српско православне породице, а по званичном попису за годину 1792. године било је 27 православних породица. Домаћина 27 са 98 душа и то 60 мушких а 38 женских.
У Ријеци су током 19. века пописани становници православни Срби. Њих је 1847. године било 23, а две деценије касније 1867. године има их 91 душа. Свештенство православно у "Фијуми" чинили су 1828. године: поп Мојсеј Кокотовић капелан и намесник и поп Павел Шћепа капелан и српски учитељ. Претплатници "Србског летописа" из Будима, били су 1838. године Ријечани, поп Јован Јоветић парох и Александар Рашевић трговац. Доласком Срба ијекаваца и град временом добија ијекавски назив. Раније се звао Рика и Река, а и река Рјечина такође добија ијекавску варијанту имена. Срби су у том крају углавном, временом, прешли у римокатолицизам, тако да су данашњи Срби из Ријеке само православци, који су сачували православну веру. У околини Ријеке је село Милаши (познато још и као Милоши), а Ријеци гравитирају и Српске Моравице, којима је промењено име у Моравице.

## Знаменитости
Глaвни члaнaк: Знaмeнитe ријeчкe гҏaђeвинe
- Српска православна црква Светог Николе
- Српска православна црква Светог Ђорђа
- Катедрала св. Вида;
- Капуцинска црква;
- Маријанско светиште на Трсату;
- Коси торањ (звоник цркве Маријина узнесења);
- Црква св. Себастијана;
- Барокни градски торањ са сатом из 1876. године;
- Корзо;
- Хрватско народно позориште Ивана пл. Зајца;
- Средњовековни дворац на Трсату
- Палате: Aдpиa, Плоех, Модело, Гарбас; Jyгoлинијe, Tpaнcjyгa,
- Турска кућа
- Венецијанска кућа
- Средња италијанска школа
- Гувернерова палата, данас Поморски и историјски музеј Хрватског приморја;
- Цyкepијepa - yправана зграда бивше Фабрике шећера.
- Музеја информатике Peek&poke[22]

## Занимљивости
- Први торпедо изграђен је у Ријеци. Пројектовали и израдили су га Иван Лупис, поморски капетан и Роберт Вајтхед, енглески инжењер.[23][24]
- У Ријеци је први пута у историји др. Петер Залхер фотографисао лет пушчаног зрна.[23]
- Једно од најстаријих комуналних гробаља у Европи налази се у Ријеци.[25]
- У Ријеци је отворен први музеј у Хрватској.[23]
- Осим већински хрватског становништва Ријеку данас насељавају и припадници 11 националних мањина — Албанци, Бошњаци, Чеси, Италијани, Мађари, Срби, Црногорци, Словаци, Роми, Македонци и Словенци.
- Јанош Кадар, дугогодишњи вођа мађарске комунистичке партије и први човек социјалистичке Мађарске је рођен у Ријеци 1912. године.

## Спорт
На подручју некадашње општине Ријека постоји 297.000 m2 корисних спортских површина, но само мали део, 23.000 m² (7,6%) чине затворени спортски објекти. Након формирања приградских општина, на подручју града Ријеке преостало је 187.000 m2 спортских простора.
Услед повољног положаја на подручју града Ријеке је могуће обављати бројне спортске активности током читаве године. У граду је регистровано 38 спортских грана.
Локални фудбалски клубови су ХНК Ријека, који се такмичи у првој лиги и вишеструки је освајач Купа Хрватске и Купа Југославије, те НК Оријент, који се такмичи у трећој лиги. Остали фудбалски клубови су НК „Локомотива“, НК „Лучки радник“ и НК „Козала“. У Ријеци делују и кошаркашки клубови „Кантрида“ и „Кварнер“, те рукометни клубови „Замет“, „Козача“, „Пећине“ и „Трсат“.
У Ријеци се налази и спортско друштво „Приморје“ у које су удружени пливачки, ватерполски и клуб за синхронизовано пливање. У пливачком клубу „Приморје“ тренирао је и Милош Милошевић, вишеструки освајач медаља на светским и европским првенствима и европски рекордер у дисциплини „дејфин“. У ували Прелук, која је по ветру (трамонтана) позната и изван Хрватске могуће је једрење на дасци (сурф). У близини Ријеке се налазе регатна поља на Журкову и у Мошћеничкој Драги, на којима се одржавају државне и међународне регате, од којих је најпознатија „Фиуманка“. Такође, у акваторији Цреса се већ традиционално одржавају ИМС светска и европска првенства у класи крсташа. На веслачком пољу у Омишљу, па и у Бакру, у природним увалама се одржавају међународне веслачке регате.
Аутомотодром на Гробнику са својим пратећим објектима је простор где се одржавају тренинзи домаћих и страних ауто-мото такмичења, са перспективом да постане писта за одржавање трка у Формули 1.
На последњим Олимпијским играма у Пекингу ријечка спортисткиња Сњежана Пејчић је у дисциплини ваздушна пушка на десет метара освојила бронзану медаљу, прву за Хрватску у Пекингу.

## Дипломатска представништва
У 20. веку у Ријеци је деловало 57 конзулата, од чега 20 у раздобљу уочи Првог светског рата. Данас у Ријеци делује 14 конзуларних представништава следећих држава:
| - Републике Аустрије, - Републике Венецуеле, - Краљевине Данске, - Републике Италије, - Републике Мађарске, | - Краљевине Норвешке, - Румуније, - Републике Србије, - Републике Турске, - Републике Финске, | - Краљевине Холандије, - Чешке Републике, - Републике Чиле и - Краљевине Шведске. |

## Партнерски градови
| - Линц (Аустрија), од 1966/1968. - Александрија (Египат), od 1971. - Росток (Немачка), од 1974/2002. - Кавасаки (Јапан), од 1980/1999. - Фаенца (Италија), од 1983. - Гдиња (Пољска), од 1984. - Јалта (Украјина), од 1987. | - Нојс (Немачка), од 1991. - Лорет (Италија), од 1991. - Чепељ-Будимпешта, (Мађарска), од 1997. - Цингтао (Кина), од 1999. - Љубљана (Словенија), од 2000. - Есте (Италија), од 2004. - Ђенова (Италија), од 2004, коначни споразум о братимљељу 8. фебруара 2005. |

### Службене странице града
- Званични веб-сајт
- Званични веб-сајт

### Информативни садржаји
- Туристичка заједница Ријека Архивирано на веб-сајту  (15. фебруар 2012) (језик: хрватски) (језик: италијански) (језик: енглески) (језик: немачки)
- Дневне новине из Ријеке (језик: хрватски)
- Ријечки интернет портал (језик: хрватски)
- Ријечки интернет портал (језик: хрватски)

### Култура
- Информације o културним дешавањима у Ријеци — Култураплус (језик: хрватски)
- Градско казалиште лутака Ријека (језик: хрватски)
- Међународни фестивал малих сцена Ријека (језик: хрватски) (језик: енглески)
- Џез тајм фестивал (језик: хрватски)

### Музеји
- Музеј Града Ријеке (језик: хрватски)
- Музеј модерне и савремене уметности (језик: хрватски) (језик: енглески)
- Природословни музеј Ријека (језик: хрватски) (језик: енглески)

### Саобраћај
- Ријечки аеродром (језик: хрватски) (језик: енглески) (језик: немачки)
- Аутотранс (језик: хрватски) (језик: енглески)
- Лука Ријека (језик: хрватски) (језик: енглески)

### Мапе
- План града
- План града Архивирано на веб-сајту  (27. септембар 2007)

### Остале везе
- ХНК Ријека (језик: хрватски)
- Универзитет у Ријеци (језик: хрватски) (језик: енглески)
- Покрет за независност града (језик: хрватски) (језик: енглески) (језик: италијански)
- Регатно такмичење Фиуманка (језик: хрватски) (језик: енглески)